# الشيخ الموحدي (منصب)
الشيخ الموحدي هو لقب، ثم وظيفة رسمية أنشأها عبد المؤمن بن علي بعد نجاح حصار مراكش عام 1147. وكان شرف حمل هذا اللقب مخصصاً لأعضاء مجلس العشرة والخمسين في الأيام الأولى للحركة الموحدية. ثم أصبح الشيخ الموحدي منصبا ذا أهمية أساسية في خلافة عبد المؤمن. أضاف عبد المؤمن للقبائل المؤسسة، أعضاء من قبيلته كومية الوهرانية إلى المشايخ  ولكن أيضًا قبائل السلطنة الأخرى. كان الأشخاص الذين يحملون هذا اللقب يشغلون أعلى المناصب، خاصة في القيادة العسكرية أو حكم المناطق التي تم فتحها. ثم شهدت الخلافة الموحدية ظهور ألقاب أصلية: الشيخ، والسيد، والطلبة، والحافظ. ويبدو أن مجلس مشايخ الموحدين حل محل الهيئتين الإداريتين اللتين أنشأهما ابن تومرت في الأيام الأولى للحركة، وهما مجلس العشرة والخمسين.
وينحدر أغلب مشايخ الموحدين من قبيلة هنتاتة أوأهل تنمل التي اعتاد عبد المؤمن بن علي الاعتماد عليها. إذ كانوا الأعضاء الأكثر عددًا وتأثيرًا هم أولاد مؤسسي مجلس العشرة والخمسين. ثم ظهر من بين المشايخ أشخاص لا ينتمون إلى القبائل المؤسسة لحركة الموحدين : من قبيل كومية، وكذلك بعض القبائل العربية. ومع ذلك، وعلى الرغم من هذا الإدماج، ظل زعماء مصمودة من مشايخ الموحدين أهم القادة السياسيين والقادة العسكريين للدولة.
أ صبح الشيخ وظيفة رسمية بعد سيطرة الموحدين على مراكش. وكانت وظيفتهم الأول استشارية. ثم أرسلوا إلى ولايات الخلافة كمستشارين لأبناء عبد المؤمن ، الذين يشغلون ولاية أقاليم الدولة 
سيشكل شيوخ الموحدين مشكلة خطيرة لسلطة الموحدين، حيث سيخلقون قوة حقيقية موازية لقوة الخلفاء. وبالفعل، مع تراجع قوة الخلفاء الموحديين، تحول شيوخ الموحدين إلى طبقة سياسية تهيمن على الخلفاء، ولا سيما في عهد أبي العلاء إدريس المأمون.